# Thập niên 850
Thập niên 850 hay thập kỷ 850 chỉ đến những năm từ 850 đến 859.